# 1344
Cette page concerne l'année 1344  du calendrier julien. Pour l'année 1344 av. J.-C., voir 1344 av. J.-C.
L'année 1344 est une année bissextile qui commence un jeudi.

## Événements
- 28 octobre[1] :  la « croisade de l’Archipel », ligue maritime Italienne, prend Smyrne au sultan ottoman d’Aydın avec le soutien des Hospitaliers de Rhodes. Les Hospitaliers gardent la ville jusqu’en 1402.
- 15 novembre : Luis de Cerda, comte de Clermont, est déclaré par le pape Clément VI roi des îles Fortunées[2]. Ils se rend aux îles Canaries avec deux navires, mais en est expulsé par les naturels.

- Début du règne de Saïfa-Arad, roi d’Éthiopie (fin en 1372). Il pacifie le Tigré et combat victorieusement une révolte des musulmans de l’Ifat. Sous son règne, l’Éthiopie a acquis un tel prestige qu’elle fait figure de protectrice officielle du Patriarcat d’Alexandrie[3].
- Construction de la Medersa Al Mesbahia à Fès

### Europe
- 19 janvier : le roi d'Angleterre Édouard III organise à Windsor une « fête de la Table ronde ». Il y proclame sa volonté de rétablir la compagnie  des chevaliers de la Table ronde (avec 300 preux). C'est le point de départ de la création en 1349 de l'ordre de la Jarretière[4].
- 26 mars : les Castillans s’emparent du port mérinide d’Algésiras[5].
- 30 avril : Charles de Luxembourg fonde l’archevêché de Prague, qui devient indépendant de l’archevêque de Mayence[6].
- 1er mai[7] : Charles de Blois occupe Quimper.
- Mai : bataille de « Stefanijane », première bataille des Turcs contre les Serbes de Stefan Uroš IV Dušan entre Thessalonique et Serrès[8].
- 16 juillet : fin du royaume de Majorque indépendant. Jacques III, dernier roi indépendant de Majorque, également comte de Roussillon et de Cerdagne, qui s'était un temps réfugié chez son vassal le comte de Foix, est destitué de toutes ses terres par son cousin Pierre le Cérémonieux[9].
- 18 octobre : ordonnances de Pierre le Cérémonieux, adaptés des lois palatines de Jacques II de Majorque, à l’origine du cérémonial et du protocole des cours européennes[10].
- 28 octobre[11] : une coalition chrétienne attaque et prend Smyrne, qui sera occupée par les Chevaliers de Rhodes (fin en 1403).
- 13 novembre : le pape Clément VI publie la première bulle de partage du monde pour éviter la discorde entre princes chrétiens et favoriser l’évangélisation des nouvelles terres. Les îles Canaries sont attribuées à l'Espagne[12].
- 21 novembre : Mathieu d’Arras commence la construction de la cathédrale Saint-Guy de Prague[13].
- 23 décembre[14] : le premier doge de Gênes Simone Boccanegra, abandonne le pouvoir et se retire à Pise. Jean de Murta est élu le 25 décembre.
- Décembre : une ordonnance du roi de France Philippe VI de Valois reconnaît au Parlement de Paris le droit de présenter des remontrances.

- Le roi Louis Ier de Hongrie intervient en Pologne contre Jean Ier de Bohême qui menace son oncle Casimir le Grand. Ensemble, ils lèvent le siège de Cracovie[15].
- Varsovie devient capitale de la Mazovie[16].